# Disques Festival
Disques Festival è una casa discografica francese.

## Storia
L'etichetta fu fondata dal giornalista francese Louis Merlin, che era all'epoca il direttore di Radio Luxembourg nel 1953.
La Festival ha avuto un particolare successo negli anni '60, grazie ad artisti come Marie Laforêt, Bob Azzam, Les Surfs, Michel Delpech e Michel Fugain.
In Italia era distribuita dalla CGD.

## I dischi pubblicati
Per la datazione ci si basa sull'etichetta del disco, o sul vinile o, infine, sulla copertina; qualora nessuno di questi elementi avesse una datazione, ci si basa sulla numerazione del catalogo, se esistenti, vengono riportati oltre all'anno il mese e il giorno (quest'ultimo dato si trova, a volte, stampato sul vinile).

### 33 giri
| Numero di catalogo | Anno | Interprete    | Titoli                        |
| ------------------ | ---- | ------------- | ----------------------------- |
| FXL 10001          | 1964 | Les Surfs     | Les Surfs                     |
| FXL 10002          | 1964 | Marie Laforêt | La cantante dagli occhi d'oro |

### 45 giri
| Numero di catalogo                                           | Anno        | Interprete                             | Titoli                                                                           |
| ------------------------------------------------------------ | ----------- | -------------------------------------- | -------------------------------------------------------------------------------- |
| FX 100                                                       | 1963        | Bob Azzam                              | Guardando Il Cielo/Si Un Jour                                                    |
| FX 102                                                       | 1963        | Bob Azzam                              | Baby Twist/Loulou                                                                |
| FX 103                                                       | 1963        | Bob Azzam                              | Un giorno ti dirò/One finger, one thumb                                          |
| FX 105                                                       | 1963        | Marie Laforêt                          | Les Vendages De L'Amour/Tu Fais Semblant                                         |
| FX 106                                                       | 1963        | Les Fingers                            | Il twist delle marionette (Ton Ballon)/How do you do it                          |
| FX 108                                                       | 1963        | Bob Azzam                              | A braccia aperte/Sabeline                                                        |
| FX 109                                                       | 20 Sep 1963 | Marie Laforêt                          | La Vendemmia Dell'amore(Les Vendanges De L'amour)/Che Male C'è(Tu Fais Sembiant) |
| FX 110                                                       | 1964        | Les Surfs                              | Ce Garcon (My Best Friend)/Reviens Vite Et Oublie (Be My Baby)                   |
| FX 111                                                       | 1964        | Les Surfs                              | Si J'avais Un Marteau (If I Had A Hammer)/Uh Huh                                 |
| FX 112                                                       | 1964        | Frida Boccara                          | L'ultimo tram (a mezzanotte) / La ballata del nostro amore                       |
| FX 114                                                       | 1964        | The Gi's                               | Indian Surf/Surf n°1                                                             |
| FX 115                                                       | 1964        | Jean Pierre & Nathalie                 | La prima lite/Le parole che piacciono a me                                       |
| FX 116                                                       | 1964        | Marie Laforêt                          | E' giusto/Una noia senza fine                                                    |
| FX 117                                                       | 20 Mar 1964 | Les Surfs                              | Quando balli il surf/ E Adesso Te Ne Puoi Andare(A Present Tu Peux T' En Aller)  |
| JBFX 117 edizione promozionale per juke box - non in vendita | 1964        | Les Surfs                              | T' En Vas Pas Comme Ça(Don't Make Me Over)/ E Adesso Te Ne Puoi Andare           |
| FX 118                                                       | 1964        | Les Surfs                              | T'En Va Pas Comme Ca/Ca N'a Pas D'Importance                                     |
| FX 119                                                       | 1964        | Les Surfs                              | Quando balli il surf/Spegnete quella luce                                        |
| FX 120                                                       | 1964        | Gigliola Cinquetti e Maurice Chevalier | L'italiano/Mon Coeur Est Un Juke-Box                                             |
| FX 121                                                       | 1964        | Marie Laforêt                          | E se qualcuno si innamorerà di me/Scrivimi qualcosa                              |
| FX 122                                                       | 1964        | Les Fingers                            | Ecoute Cet Air La (Crossfire)/Reviens Vite Et Oublie (Be My Baby)                |
| FX 123                                                       | 1964        | Marie Laforêt                          | Sì/Apres toi qui sait                                                            |
| FX 124                                                       | 1964        | Marie Laforêt                          | Le nozze di campagna/Un foulard di seta blu                                      |
| FX 125                                                       | 13 Jan 1965 | Les Surfs                              | Si vedrà/Più sì che no                                                           |
| FX 126                                                       | 1965        | Les Surfs                              | Stop/Per una rosa                                                                |
| FX 127                                                       | 1965        | Les Surfs                              | Ora siamo grandi/Povero cocco                                                    |
| FX 128                                                       | 1965        | Pia Colombo                            | Più di un amico/Ho provato con te                                                |
| FX 129                                                       | 1965        | Michel Delpech                         | E Senza Di Te/Domani La Rivedrò                                                  |
| FX 130                                                       | 1965        | Les Surfs                              | Clap Tap/Quando tu vorrai                                                        |
| FX 131                                                       | 1965        | Les Surfs                              | Un grosso scandalo/Spiegami come mai                                             |
| FX 132                                                       | 1965        | Marie Laforêt                          | A domani amore/Sì                                                                |
| FX 133                                                       | 1966        | Les Surfs                              | Così come viene/In un fiore                                                      |
| FX 134                                                       | 1966        | Michel Delpech                         | Chez Laurette/Dis-Nous Pourquoi                                                  |
| FX 135                                                       | 1966        | Les Surfs                              | Meritavi molto di più/Va dove vuoi                                               |
| FX 136                                                       | 1966        | Michel Delpech                         | Da Lauretta/Lui voleva                                                           |
| FX 137                                                       | 1967        | Les Surfs                              | L'amore verrà/Alloralalala                                                       |
| FX 138                                                       | 1967        | Marie Laforêt                          | Manchester e Liverpool/Basta qualche frase                                       |
| FX 139                                                       | 1967        | Marie Laforêt                          | Mon amour mon ami/Katy cruelle                                                   |
| FX 140                                                       | 1967        | Les Surfs                              | Quando dico che ti amo/L'importante è esser liberi                               |
| FX 141                                                       | 1967        | Les Surfs                              | Una testa dura/Dove sei, cosa fai                                                |
| FX 142                                                       | 1967        | Marie Laforêt                          | Perché due non fa tre (Le lit de Lola)/E se ti amo (Et si je t'aime)             |
| FX 143                                                       | 1968        | Les Surfs                              | Capone Alfonso detto Al/Cerca di volermi bene                                    |
| FX 144                                                       | 1968        | Marie Laforêt                          | El Polo/Le Tenngo Rabia Al Silencio                                              |
| FX 145                                                       | 1968        | Marie Laforêt                          | Calda è la vita/Guarda dove vai                                                  |
| FX 146                                                       | 1968        | Laurent Rossi                          | Potrei girare il mondo/Sento che non verrà                                       |
| FX 147                                                       | 1969        | Richard et Samuel                      | Occhi freddi/Mrs Miniver                                                         |